# Phế phiên, lập huyện

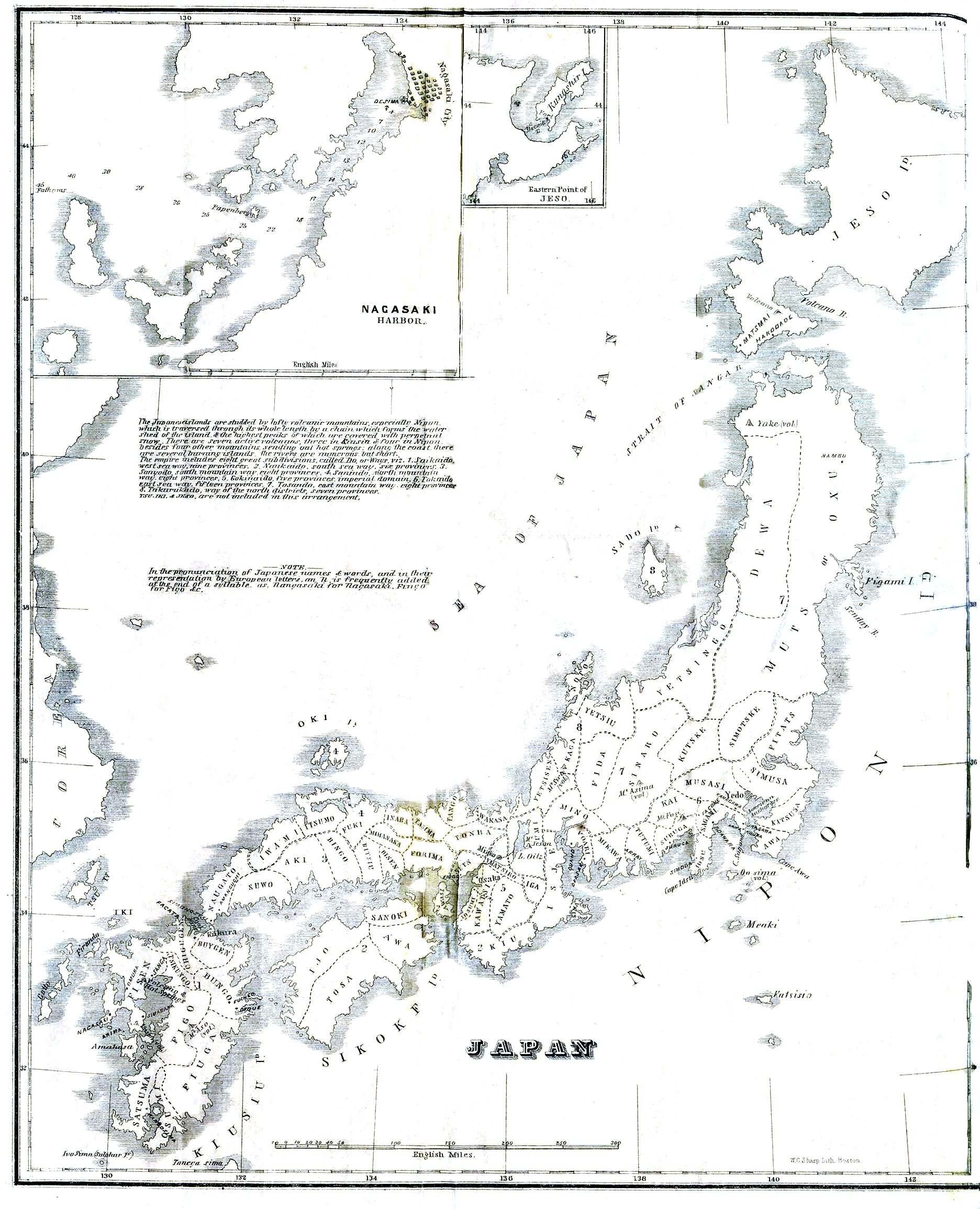
Sự phân chia Nhật Bản vào năm 1855, 28 năm trước cuộc phế phiên, lập huyện.

Bỏ phiên, lập huyện (廃藩置県, haihan-chiken, Phế phiên, trí huyện) là một đạo luật vào năm 1871 của chính quyền Minh Trị thay thế hệ thống phiên phong kiến truyền thống Nhật Bản (藩 chữ Rô-ma: han, âm Hán Việt: phiên) bằng các đơn vị hành chính do chính quyền trung ương thống nhất quản lý để tập trung quyền lực trung ương, đặt nền tảng cho sự hình thành quốc gia dân tộc hiện đại cùng với việc xây dựng nhà nước quân chủ lập hiến theo mô hình phương Tây, mở đường cho việc phương Tây hóa toàn diện nước Nhật. Quá trình cải cách chính trị này đánh dấu đỉnh cao của cuộc Minh Trị Duy Tân ở điểm mọi lãnh chúa đại danh (大名 daimyō) được yêu cầu trao trả quyền lực cho Thiên hoàng. Quá trình này được hoàn thành qua vài bước.

## Chiến tranh
Sau thất bại của lực lượng trung thành với Mạc phủ Tokugawa trong chiến tranh Mậu Thìn năm 1868, chính quyền Minh Trị mới sung công tất cả đất đai trước kia dưới quyền kiểm soát trực tiếp của Mạc phủ (tenryō) và đất đai của các đại danh vẫn trung thành với đại nghiệp nhà Tokugawa. Những đất đai này vào khoảng một phần tư tổng số đất đai của Nhật Bản và được cải tổ lại vào các huyện với tri sự được triều đình trung ương trực tiếp bổ nhiệm.

## Hanseki Hokan
Giai đoạn thứ hai của việc giải thể của phiên diễn ra năm 1869. Phong trào này do Kido Takayoshi của phiên Chōshū dẫn đầu, với sự ủng hộ của các quý tộc triều đình như Iwakura Tomomi và Sanjō Sanetomi. Kido thuyết phục các đại danh phiên Choshu và phiên Satsuma, hai phiên đi đầu trong công cuộc lật đổ nhà Tokugawa, tự nguyện dâng phiên của mình cho Thiên hoàng. Từ 25 tháng 7 năm 1869 đến 2 tháng 8 năm 1869, lo ngại rằng lòng trung thành của họ sẽ bị nghi vấn, các đại danh của 260 phiên khác cũng làm theo. Chỉ 14 phiên ban đầu không tự nguyện tuân theo "Bản tịch phụng hoàn " (版籍奉還 hanseki hōkan), và rồi được Triều đình ra lệnh phải thực thi bằng lời đe dọa động binh.
Để đáp lại việc trao quyền lực cha truyền con nối lại cho chính quyền trung ương, các đại danh được tái bổ nhiệm làm các thống đốc không truyền đời của phiên cũ của họ (nay được đổi tên thành các tỉnh), và được cho phép giữ lại 10% doanh thu thuế, dựa trên sản lượng gạo thực tế (lớn hơn sản lượng gạo danh nghĩa mà nghĩa vụ phong kiến thời Mạc phủ của họ vẫn dựa vào).
Là thống đốc, các cựu đại danh có thể bổ nhiệm thuộc cấp, nhưng chỉ nếu các thuộc cấp này đáp ứng được các tiêu chuẩn chất lượng do chính quyền trung ương ban hành. Hơn nữa, thu nhập truyền đời cho các thuộc hạ samurai của họ cũng do văn phòng cấp huyện của chính quyền trung ương trả, chứ không trực tiếp từ tri sự, một bước đi đầy tính toán để làm yếu hơn nữa sự ràng buộc phong kiến truyền thống.
Cụm từ đại danh chính nó cũng bị bỏ đi vào tháng 7 năm 1869, với việc thiết lập hệ thống hoa tộc (華族 Kazoku).

## Củng cố
Mặc dù các cựu đại danh đã trở thành người làm thuê cho chính phủ, họ vẫn duy trì các biện pháp quân sự và tài khóa độc lập, và vẫn thích sự sùng kính theo phong tục của các thần dân cũ của mình. Okubo Toshimichi và các thành viên khác của nhóm đầu sỏ chính trị thời Minh Trị coi đây là một mối đe dọa ngày càng tăng với chính quyền trung ương, đặc biệt là với nhiều cuộc nổi loạn của các cựu samurai diễn ra trên khắp đất nước. Tháng 8 năm 1871, Okubo, được sự trợ giúp của Saigo Takamori, Kido Takayoshi, Iwakura Totomi và Yamagata Aritomo qua một chiếu chỉ tái cơ cấu lại 261 phiên phong kiến cũ còn tồn tại thành 3 phủ, 1 đạo, 302 huyện. Số lượng sau đó giảm xuống qua việc hợp nhất trong các năm sau đó, và đến hiện nay là 1 đô, 1 đạo, 2 phủ và 43 huyện.
Chính quyền trung ương hoàn thành việc tái tổ chức bằng cách hứa với các đại danh một khoản lương lớn, thu nhận lợi tức của các phiên, và hứa cải tạo tiền tệ các phiên (藩札 hansatsu, phiên trát) thành tiền tệ mới của quốc gia trên giá trị danh nghĩa. Kho bạc quốc gia cho thấy không thể kham nổi hành động rộng lượng đó, vì vậy năm 1874, lương của các cựu đại danh được chuyển thành trái phiếu chính phủ với giá trị danh nghĩa tương đương với giá trị 5 năm thu nhập, với lãi suất 5%/năm.
Makino Nobuaki, một sinh viên trong phái đoàn Iwakura viết lại trong hồi ký của mình: Cùng với việc giải thể hệ thống han, đưa phái đoàn Iwakura đến Mỹ và châu Âu phải được coi là những sự kiện quan trọng nhất đặt nền tảng cho Nhà nước ta sau cuộc Duy Tân.